# دانشگاه سوفیا
دانشگاه سوفیا (انگلیسی: Sophia University) سوفیا یکی از سه دانشگاه خصوصی شوکی‌جوچی است، که گروهی از سه دانشگاه خصوصی برتر ژاپن با دو دانشگاه دیگر دانشگاه کیئو و دانشگاه  واسدا، بر اساس رتبه‌بندی تایمز را تشکیل می‌دهد.